# Love's Conquest
Love's Conquest è un film muto del 1918 diretto da Edward José.
Fu il primo dei tre film che Lina Cavalieri girò diretta da Edward José. Gli altri due sono A Woman of Impulse del 1918 e The Two Brides del 1919.
Gismonda, lavoro teatrale di Victorien Sardou, fu portato in scena per la prima volta il 31 ottobre 1894 a Parigi, al Théâtre de la Renaissance, con protagonista Sarah Bernhardt.

## Trama
In Grecia, nel 1500. Gismonda, duchessa di Atene, deve resistere all'assalto di una teoria di pretendenti che aspirano alla sua mano. Uno di questi è il principe Zaccaria che vuole mettere le mani sulla città di Atene. Rapisce di conseguenza il piccolo Francesco, il figlio di Gismonda ed erede al trono, e lo getta in un pozzo che è la tana di un leone. Disperata, Gismonda si offre di sposare chiunque riuscirà a salvarle il figlio. L'impresa riesce ad Almerio, un cacciatore di umili natali. La duchessa, però, si rifiuta di sposare un plebeo. Per convincerlo, si reca una notte alla capanna del cacciatore dove viene vista da Zaccaria e dal suo tirapiedi, Gregoras. Il principe tenta di uccidere Almerio, ma viene pugnalato da Gismonda. Quando viene a sapere che il principe era il responsabile del rapimento del suo bambino, la duchessa fa arrestare Gregoras. Poi, proclamato duca Almerio, annuncia le loro nozze.

## Produzione
Il film fu prodotto dalla Famous Players-Lasky Corporation

## Distribuzione
Distribuito dalla Paramount Pictures e dalla Famous Players-Lasky Corporation, uscì nelle sale cinematografiche USA il 21 maggio 1918. Negli Stati Uniti è conosciuto anche con il titolo alternativo Gismonda.
La pellicola viene considerata presumibilmente perduta.